# Tom Critchley
Thomas „Tom“ Kingston Critchley CBE AO (* 27. Januar 1916 in Melbourne, Australien; † 14. Juli 2009 in Sydney, Australien) war ein australischer Beamter, Diplomat, Autor und Journalist.

## Werdegang
Tom Critchley kam als Sohn von George und Elizabeth „Glad“ Critchley (geborene Kingston) in Melbourne zur Welt und wuchs in Sydney auf, wo er die North Sydney Boys High School besuchte. Durch die Great Depression konnte er nicht in die Firma seines Vaters einsteigen und begann stattdessen für die Rural Bank zu arbeiten, während er nachts an der Universität Sydney Wirtschaft studierte.
Critchley war von 1933 bis 1981 im australischen Öffentlichen Dienst tätig. 1938 trat Critchley als Forschungsbeamter in das Ministerium des Premierministers von New South Wales ein. Später ging er, trotz Farbenblindheit, zur Luftwaffe, wurde dann aber Wirtschaftsberater im Ministerium für Kriegsorganisation und Industrie. 1944 ging er mit dem britischen Informationsministerium nach Neu-Delhi. Er leitete bis 1946  die Forschungsabteilung des Fernostbüros des Britischen Informationsministeriums in Neu-Delhi und danach bis 1947 die Abteilung Wirtschaftsbeziehungen des Department of External Affairs in Canberra.
Von 1947 bis 1950 war Critchley Mitglied des United Nations Committee of Good Offices on the Indonesia Question (GOC), beziehungsweise der späteren United Nations Commission for Indonesia (UNCI, Resolution 67 des UN-Sicherheitsrates), die schließlich zur Unabhängigkeit Indonesiens von den Niederlanden führte. 1949 löste er Justice Kirby als Leiter der australischen Delegation in der UNCI ab. Australien hatte in der Kommission die Vertreterrolle für Indonesien übernommen, was zur Grundlage der Beziehungen zwischen den beiden Nachbarstaaten wurde. Critchley wird ein maßgeblicher Anteil am Erfolg Indonesiens zugeschrieben.
Danach war Critchley an der Entwicklung des Colombo-Plans für die zwischenstaatliche Unterstützung der süd- und südostasiatischen Länder beteiligt und diente in der australischen Kommission in Singapur. Von 1951 bis 1952 war er zunächst Australian Commissioner in Malaya und bis 1954 und der Vertreter der australischen Regierung in der Kommission der Vereinten Nationen für die Wiedervereinigung und den Wiederaufbau von Korea. Im Jahr 1954 übernahm Critchley die Abteilung Pazifik und Amerika des Department of External Affairs in Canberra und wurde ein Jahr später als Commissioner der Föderation Malaya berufen,  dann mit der Unabhängigkeit Malaysia 1957 Hochkommissar Australiens in Kuala Lumpur bis 1965. Dem folgte von 1966 bis 1969 seine Verwendung als Senior External Affairs Representative der Australian High Commission in London.
Von 1969 bis 1974 war Critchley australischer Botschafter in Thailand und von 1974 bis 1978 australischer Hochkommissar in Port Moresby, wobei Papua-Neuguinea 1975 die Unabhängigkeit erlangte. Seinen letzten Botschafterposten hatte Critchley von 1978 bis 1981 in Indonesien.
Im Jahr 1981 wurde Critchley in den Ruhestand versetzt.

## Kritik
Critchley pflegte enge Beziehungen zu den Regierungen seiner gastgebenden Länder. So war er ein Golfpartner von Tunku Abdul Rahman, dem ersten Premierminister Malaysias. Es wird behauptet, dass Tunku solange mit der Bekanntgabe wartete, dass man Singapur aus der Föderation ausschließen werde, bis Critchley nicht in der Stadt war. Dieser hätte Tunku sonst ins Gewissen geredet. Bei der Hochzeit Critchleys in Kuala Lumpur waren der König und die Königin von Malaya, Abdul Razak, drei Sultane und mehrere Minister zu Gast.
Critchleys Rolle beim von Indonesien seit 1975 besetztem Osttimor wird unterschiedlich dargestellt. Zum einen informierte er die australische Regierung, die de facto als einzige weltweit die Annexion Osttimors durch Indonesien anerkannte, über die katastrophale Lage der osttimoresischen Bevölkerung. Zum anderen aber spielte er die Situation herunter, nannte die Osttimoresen „primitiv“ und stellte die indonesische Annexion als Hilfe für sie dar. Als das Büro der ABC in Jakarta geschlossen und das Arbeitsvisum des Fairfax-Korrespondenten Peter Rodgers gekürzt wurde, bat Critchley in einer Pressekonferenz um Verständnis für indonesische Befindlichkeiten und die „asiatische Art“, was ihm den Vorwurf der Unterwürfigkeit einbrachte.

## Sonstiges
1982 erhielt Critchley den indonesischen Bintang Dharma Putra. Außerdem war er Träger des malaysischen Banglima Negara, Commander des Order of the British Empire (1964) und Officer des Order of Australia (1976).
Critchley war mit der Amerikanern Susan Cappell seit 1962 verheiratet und hinterließ bei seinem Tode neben seiner Frau vier Töchter und fünf Enkelkinder.

## Veröffentlichungen
- mit Sydney James Butlin, Robert Barrie McMillan, Arthur Harold Tange: Australia foots the bill. War finance 1939–41. Angus and Robertson, Sydney 1941.
- Australia and New Zealand. Oxford University Press, Bombay/New York 1947 (Oxford pamphlets on Indian affairs. Nr. 40).